# Leucaloa undistriga
Leucaloa undistriga là một loài bướm đêm thuộc phân họ Arctiinae, họ Erebidae.